# Sino-babilonianesimo

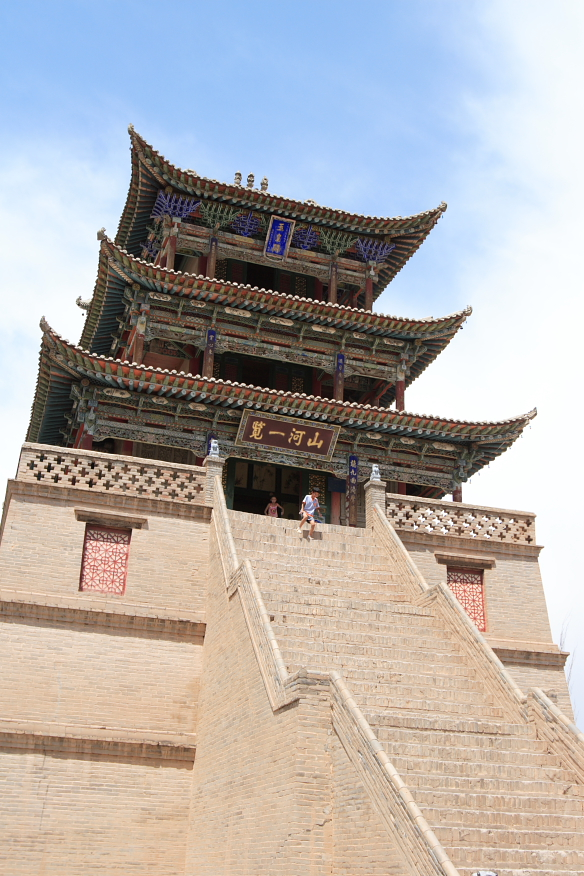
Torre del Dio di Giada (玉皇阁 Yùhuánggé), padiglione centrale di un tempio dedicato al Dio sommo, nella contea di Guide, Qinghai. I sacrari del Dio di Giada sono frequentemente costruiti su piattaforme rialzate, specialmente nella Cina occidentale.

Il sino-babilonianesimo o sino-babilonismo è un filone di studi accademici secondo il quale dal terzo millennio a.e.v. la regione della Mesopotamia, e nel periodo babilonese specialmente, fornì gli elementi essenziali di cultura materiale e linguistica alla nascente civiltà della Cina. Albert Terrien de Lacouperie (1845–1894) fu il primo a proporre che fu una migrazione in massa di genti mesopotamiche nella valle del Fiume Giallo a gettare le basi della civiltà cinese, ma in questa versione originale la teoria venne largamente screditata. Nel primo XX secolo furono le interpretazioni sinocentriche del sino-babilonianesimo, spesso fondate sulla distinzione Hua-Yi (civili-barbari), ad avere maggior supporto nei circoli intellettuali cinesi, i quali sostenevano che Huangdi (l'"Imperatore Giallo") e altre figure fossero personaggi storicamente esistiti e non concetti mitici. Altri studiosi reagirono con la negazione delle tesi sino-babiloniane, ovvero negando che elementi stranieri avessero giocato un ruolo negli stadi formativi della civiltà cinese. Nel tardo XX e nel primo XXI secolo, una nuova generazione di studiosi ha sviluppato ulteriormente le teorie sino-babiloniane, sulla base di nuove scoperte archeologiche, sostenendo in particolare che elementi della prima civiltà cinese provennero dall'Asia occidentale o centrale e che sussistono legami linguistici tra i due estremi del continente.

## La teoria di Lacouperie
Il sinologo francese Albert Terrien de Lacouperie (1845–94) presentò argomentazioni estese e dettagliate nella sua opera The Western Origin of the Early Chinese Civilization, from 2300 B.C. to 200 A.D. (1892), nella quale sostenne che la civiltà cinese venne fondata da immigrati babilonesi nella valle del Fiume Giallo. Egli scrisse:
Tutto delle antichità e nelle tradizioni cinesi punta a una origine occidentale. Nessun sinologo che abbia studiato la tematica è stato in grado di chiarire qualsivoglia altra origine degli antichi Cinesi che non sia una origine dall'occidente. È attraverso la Cina nord-occidentale che popoli occidentali invasero gradualmente il paese ... circa quaranta secoli fa.
Lacouperie sosteneva che Huangdi, l'"Imperatore Giallo", dio-antenato dei Cinesi, fu un capo tribale mesopotamico che guidò una migrazione di massa delle genti sotto il suo comando in Cina intorno al 2300 a.e.v., fondando quella che sarebbe divenuta la civiltà cinese. Egli sosteneva anche la similarità tra i trigrammi e gli esagrammi dell'antico testo della cultura cinese, lo Yìjìng, e i grafemi cuneiformi mesopotamici.
Tali teorie circa una origine mesopotamica della civiltà cinese furono supportate dall'assiriologo Archibald Henry Sayce nel Journal of the Royal Asiatic Society. Esse affascinarono il pubblico ma vennero criticate e screditate da sinologi contemporanei e successivi. James Legge, le cui apprezzate traduzioni dei classici cinesi furono redatte intorno allo stesso periodo in cui scriveva Lacouperie, mise in questione le competenze sinologiche di Lacouperie. Legge, che operò una revisione della traduzione dello Yijing di Lacouperie, criticò negativamente la stessa sostenendo che solo una "ignoranza frettolosa" avrebbe potuto portare agli errori che la traduzione conteneva, anche causati dal non aver consultato una fonte fondamentale, il Dizionario di Kangxi. Un altro revisore criticò Lacouperie come specious wonder-monger (approssimativamente "specioso spacciatore di meraviglie"). Colpo finale alla teoria comparativa di Lacouperie venne da Gustav Schlegel, sinologo all'Università di Leida, che screditò la teoria e sostenne invece uno sviluppo autonomo della civiltà cinese. Schlegel segnò il tono per la ricerca di successivi orientalisti. Gli studiosi continuarono evidenziando come i caratteri cinesi, monosillabici, non potessero essere fatti corrispondere con le parole caldee polisillabiche in uso a Babilonia; che, ad ogni modo, le conoscenze sull'antica Assiria erano "pericolosamente lacunose" e troppo inaffidabili per supportare argomentazioni di tal sorta; e che non era stato nemmeno stabilito se la civiltà babilonese fosse più antica di quella cinese.
La teoria di Lacouperie sulle origini babilonesi del ciclo sessagesimale (ganzhi) di uso calendariale in Cina vide una critica non meno negativa. Gli studiosi evidenziarono come i due sistemi differissero sia in concetto che in funzione: il sistema decimale babilonese era usato per contare fino a 60, dopo il quale il ciclo ripartiva, mentre il sistema cinese combina un ciclo di 12 e un ciclo di 10.

## Ricezione della teoria di Lacouperie in Asia
Le teorie circa una origine occidentale della civiltà cinese raggiunsero il Giappone e furono introdotte in Cina attraverso un esteso sommario in lingua cinese scritto da Shirakawa Jiro e Kokubu Tanenori, il quale non conteneva le confutazioni accademiche. La teoria era nota come Xilai Suo (西来说). I sinologi europei avevano criticato le teorie di Lacouperie come deboli nelle prove e difettose nel ragionamento, ma tali critiche furono omesse dalle edizioni del 1900, che vennero recepite come le più avanzate ricerche accademiche occidentali sulla Cina. Gli studiosi cinesi del tempo erano ansiosi di ricercare le antiche radici della loro nazione, e di dimostrare come l'Imperatore Giallo e altri personaggi semi-mitologici fossero storicamente esistiti; furono per questo affascinati dalla "storicizzazione della mitologia cinese" che gli studiosi giapponesi avevano tradotto.
Alcuni rivoluzionari nazionalisti cinesi accolsero la visione di Lacouperie della razza cinese han come antica e civilizzata, opponendola ai manciù che avevano conquistato la Cina, dominandola sotto la dinastia Qing. Interpretarono Lacouperie come supporto alle teorie razziali anti-mancesi, anche sulla base di traduzioni recenti delle opere di Herbert Spencer. Lo studioso Zhang Taiyan usò il sino-babilonianesimo e le teorie appena introdotte dell'evoluzionismo sociale per spiegare come l'introduzione di tecnologie agricole dall'Asia occidentale, combinate con il sistema familiare patrilineare dell'Asia orientale, avessero trasformato la Cina da una società di cacciatori-raccoglitori in uno stato feudale che amministrava una complessa economia agraria.
Negli anni 1920, la scoperta di siti archeologici neolitici ravvivò l'interesse per le connessioni occidentali della civiltà cinese. Studiosi come Gu Jiegang attaccarono con successo le teorie di Lacouperie e dei suoi sostenitori cinesi, ma la figura dell'Imperatore Giallo mantenne il suo fascino come progenitore della razza han.

## Teorie sino-babiloniane successive
Gli accademici rimasero scettici riguardo al sino-babilonianesimo nella sua forma originale, ma continuarono ad esplorare i legami tra gli elementi indigeni e pan-eurasiatici presenti nella prima civiltà cinese. Ellsworth Huntington e Carl Whiting Bishop, scrivendo negli anni 1920 e 1930, applicarono le teorie dell'iperdiffusionismo alla Cina, affermando che tutti gli elementi fondamentali della civiltà si svilupparono nell'Asia occidentale e si diffusero poi nel resto del continente, inclusa la Cina. Lo storico He Bingdi fu tra gli studiosi cinesi che reagirono al sino-babilonianesimo sostenendo che tutti gli elementi importanti della prima civiltà cinese furono, invece, indigeni.
Gli studiosi James Patrick Mallory e Victor H. Mair hanno condotto ricerche che avvalorano parte delle teorie sino-babiloniane. Essi hanno scoperto come le mummie del Tarim, rinvenute negli anni 1980 nella Cina nordoccidentale (bacino del Tarim nello Xinjiang) mostrano caratteristiche morfologiche caucasoidi (europee), piuttosto che mongoloidi (cinesi). Essi riconoscono che sia argomento di dibattito, nei circoli accademici, se lo sviluppo della tecnologia del bronzo in Cina fu stimolato da contatti con le culture delle steppe, e concludono che le evidenze oggi a disposizione supportano la teoria.
Il sinologo John C. Didier ha prodotto una notevole ricerca circa ciò che egli definisce interactive Eurasian world del 9000–500 a.e.v., circa, vale a dire, i legami reciproci che in questo arco di tempo si ebbero tra Asia orientale, meridionale, centrale, mediorientale, incluse Persia e Mesopotamia. Tali scambi, egli sostiene, modellarono le fondamenta per i primi sviluppi della tecnologia, della cosmologia, della religione, della mitologia, delle strutture di potere, della divinazione e della letteratura in Asia orientale. Didier fornisce esempi che avvalorano l'origine comune dei sistemi astronomici e calendariali, delle figure religiose, e dei miti, sulla base di osservazioni astronomiche effettuate con simili tecniche e obiettivi in tutto il continente dell'Eurasia.
Nel 2016, il geochimico cinese Sun Weidong ha presentato nuove evidenze e ragionamenti per sostenere che i fondatori dell'antica civiltà cinese provennero dall'Egitto. Ciò che ha stimolato tale ipotesi è stata la sua datazione radiometrica di antichi bronzi cinesi, la quale ha evidenziato come la loro composizione chimica sia più simile a quella degli antichi bronzi egizi che a quella dei giacimenti che si trovano in Cina. Sun ha argomentato che la tecnologia dell'Età del Bronzo, che largamente si sostiene arrivò in Asia centrale via terra, venne di fatto portata dagli Hyksos, un popolo dell'Asia occidentale che si insediò nella valle del Nilo tra il XVII e il XVI secolo a.e.v., i quali emigrarono via mare quando la loro dinastia cadde in rovina. Le tecnologie sviluppate dagli Hyksos—la metallurgia del bronzo, il carro, la letteratura, la domesticazione di piante e animali—sono precisamente quelle rilevate nei siti archeologici risalenti alla dinastia Shang, specialmente la capitale Yinxu.